# Caribou (음반)
《Caribou》는 1974년 6월 24일에 영국의 싱어송라이터 엘튼 존이 발표한 여덟 번째 스튜디오 음반이다. 이 음반은 미국에서 그의 네 번째, 영국에서 세 번째 음반이었다. 이 음반에는 싱글 음반 〈Don't Let the Sun Go Down on Me〉가 들어 있는데, 이 싱글 곡은 영국 싱글 차트에서 16위에 올랐고 미국에서 2위에 올랐으며, 〈The Bitch Is Back〉은 영국에서 15위에, 미국에서는 4위에 올랐다. 이 싱글들은 모두 《RPM 100》 내셔널 톱 싱글 차트에서 (음반 자체와 마찬가지로) 캐나다에서 1위에 올랐다.
이 음반은 발매에 대해 미온적인 평을 받았으며, 레거시 평론들은 이 음반을 1970년대 초의 전성기 시절의 존의 최고 작품 중 하나로 여기지 않는다. 하지만 이 음반은 상업적인 성공을 거두었고, 미국에서 더블 플래티넘 인증을 받았으며, 영국에서도 골드 인증을 받았다. 이 음반은 제17회 그래미 어워드에서 그래미 어워드 올해의 앨범상 후보에 올랐다.

## 배경
1995년 CD 재발매에 대한 라이너 노트에서 존은 음반이 1974년 1월에 빠르게 녹음되어 9일 정도 밖에 남지 않았다고 설명했는데, 그와 밴드는 음반을 끝내고 즉시 일본 투어에 착수해야 한다는 "엄청난 압박감"을 받고 있기 때문이다. 프로듀서 거스 더전은 존과 밴드가 작업을 마친 후 보조 보컬, 경적, 기타 오버덥을 추가했다. 더전은 나중에 이 음반을 "쓰레기"라고 불렀다. 소리는 최악이고, 노래는 어디에도 없고, 소맷자락이 잘못 나왔고, 가사가 별로 좋지 않았고, 노래가 전부는 아니었고, 연주도 훌륭하지 않았고, 연출도 형편없었다."
이 음반의 이름은 음반의 일부가 녹음된 미국 콜로라도주의 카리부 랜치 녹음 스튜디오에서 따왔다.
《Ticking》은 뉴욕의 한 술집에서 집단 총격으로 14명을 숨지게 한 억압된 유년기에 고통 받는 한 남자의 이야기를 그린다. 《롤링 스톤》의 비평가 톰 놀런이 1974년 《Caribou》 평론에서 음반의 "중점 실패"로 묘사했음에도 불구하고, 2015년 《롤링 스톤》 독자들은 덜 알려진 엘튼 존 노래의 두 번째 "딥 컷"에 투표했다.
존은 이 싱글 외에도 〈Grimsby〉, 〈You're So Static〉, 〈Ticking〉 그리고 〈Dixie Lily〉를 포함한 이 음반의 다른 곡들을 연주했다. 1995년 발매된 CD 재발행곡에는 《Caribou》 발매 전후의 일반 시기의 4곡이 수록되어 있지만, 음반 세션에서는 B-사이드 〈Sick City〉와 〈Cold Highway〉 두 곡만이 녹음되었다. 〈Step into Christmas〉는 이전의 일회성 싱글 세션 동안 녹음되었고, 〈Pinball Wizard〉는 《토미》의 영화 악보와 사운드트랙 음반 세션 동안 영국에 더 후의 램포트 스튜디오에서 녹음되었다.
2024년 2월, 머큐리 레코드는 1974년 여름 음반의 오리지널 발매 50주년을 기념하기 위해 레코드 스토어 데이의 일환으로 4월 20일에 2-LP 세트로 음반을 재발행할 것이라고 발표했다. 파란 하늘 색깔의 바이닐을 눌러쓴 LP 1에는 오리지널 음반이 포함되어 있다. 두 번째 LP에는 B-사이드 〈Sick City〉와 〈Cold Highway〉, 존의 〈Pinball Wizard〉 버전, 〈Bitch Is Back〉 (2024년 뉴 라디오 믹스) 및 음반 트랙 〈Stinker〉의 새로운 확장 버전, 《Caribou》 세션에서 녹음된 테이크아웃 〈Ducktail Jiver〉 및 나중에 링고 스타가 자신의 음반 《Goodnight Vienna》를 위해 녹음한 존의 데모 버전 〈Snookeroo〉가 포함되어 있다.

## 평가
| 평가 점수                         | 평가 점수 |
| 출처                              | 점수      |
| --------------------------------- | --------- |
| AllMusic                          | [ 8 ]     |
| Christgau's Record Guide          | B+        |
| The Encyclopedia of Popular Music | [ 10 ]    |
| Tom Hull – on the Web             | B         |

《롤링 스톤》의 톰 놀런은 이 음반을 "용기를 꺾는" 작품이라고 묘사하며, "《Caribou》의 거의 모든 곡은 맥락이나 목적을 확립할 필요성에 대한 거의 오만한 무시, 그리고 경솔한 집중력 부족으로 고통받는다... 감상적이었다가 무거워졌다가 조롱하는 식으로 전환하면서, 엘튼 존과 버니 토핀은 모든 기반을 다지는 데 실패했을 뿐만 아니라 자신들이 이룰 수 있었던 신뢰성마저 훼손했다"고 평했다. 그는 또한 음반의 제작 과정과 곡들의 피상성을 비판하며, 《Caribou》를 "놀랄 만큼 공허한 경험"이라고 결론지었다.
올뮤직의 스티븐 토마스 얼와인의 회고적 평론은 《Caribou》를 "실망스러운 작품"이라고 평가하며, 두 장의 싱글을 제외하면 "〈Solar Prestige a Gammon〉과 같은 터무니없는 필러나 〈You're So Static〉과 같은 무난한 장르 연습곡 수준에 그치는 트랙들이 대부분"이라고 평했다.

## 곡 목록
모든 곡들은 특별한 언급이 없는 한 엘튼 존과 버니 토핀에 의해 작사/작곡하였다.
| #  | 제목                        | 재생 시간 |
| -- | --------------------------- | --------- |
| 1. | 〈The Bitch Is Back〉       | 3:44      |
| 2. | 〈Pinky〉                   | 3:54      |
| 3. | 〈Grimsby〉                 | 3:47      |
| 4. | 〈Dixie Lily〉              | 2:54      |
| 5. | 〈Solar Prestige a Gammon〉 | 2:52      |
| 6. | 〈You're So Static〉        | 4:52      |

| #  | 제목                                | 재생 시간 |
| -- | ----------------------------------- | --------- |
| 1. | 〈I've Seen the Saucers〉           | 4:48      |
| 2. | 〈Stinker〉                         | 5:20      |
| 3. | 〈Don't Let the Sun Go Down on Me〉 | 5:36      |
| 4. | 〈Ticking〉                         | 7:33      |

### 보너스 트랙
| #   | 제목                               | 재생 시간 |
| --- | ---------------------------------- | --------- |
| 11. | 〈Pinball Wizard (피트 타운젠드)〉 | 5:09      |
| 12. | 〈Sick City〉                      | 5:23      |
| 13. | 〈Cold Highway〉                   | 3:25      |
| 14. | 〈Step into Christmas〉            | 4:32      |

노트
- 1995년 CD에는 〈You're So Static〉의 철자가 〈Your're So Static〉으로 잘못 쓰여 있다.

## 인증
| 국가                       | 인증        | 판매량/출하량 |
| -------------------------- | ----------- | ------------- |
| 오스트레일리아 (ARIA)      | 2× 플래티넘 | 100,000^      |
| 캐나다 (뮤직 캐나다)       | 플래티넘    | 100,000^      |
| 영국 (BPI)                 | 골드        | 100,000^      |
| 미국 (RIAA)                | 2× 플래티넘 | 2,000,000^    |
| ^출하량을 기반으로 한 인증 |             |               |